# Sarcosperma laurinum
Sarcosperma laurinum là một loài thực vật có hoa trong họ Hồng xiêm. Loài này được (Benth.) Hook.f. miêu tả khoa học đầu tiên năm 1876.